# Доазон
Доазо́н (фр. Doazon) — коммуна во Франции, находится в регионе Аквитания. Департамент — Атлантические Пиренеи. Входит в состав кантона Арти-э-Пеи-де-Субестр. Округ коммуны — По.
Код INSEE коммуны — 64200.

## География

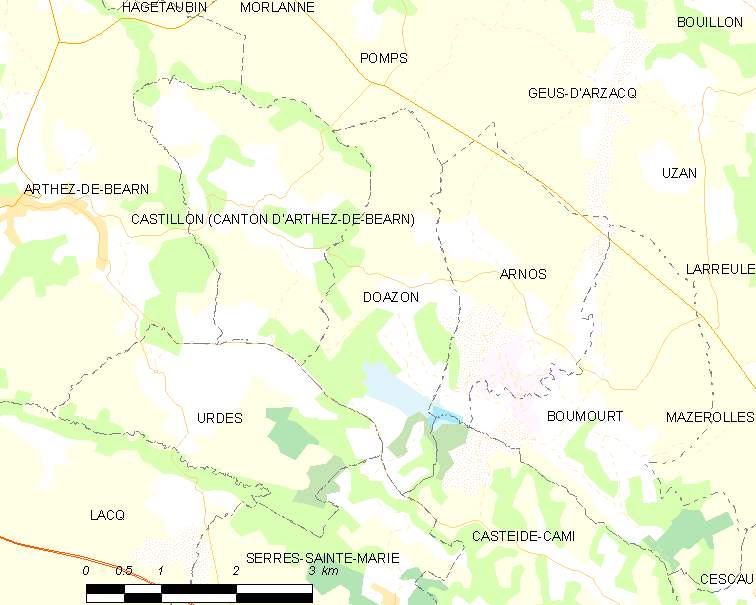
Карта коммуны

Коммуна расположена приблизительно в 640 км к югу от Парижа, в 155 км южнее Бордо, в 23 км к северо-западу от По.
По территории коммуны протекает река Обен.

### Климат
Климат тёплый океанический. Зима мягкая, средняя температура января — от +5°С до +13°С, температуры ниже −10 °C бывают редко. Снег выпадает около 15 дней в году с ноября по апрель. Максимальная температура летом порядка 20-30 °C, выше 35 °C бывает очень редко. Количество осадков высокое, порядка 1100 мм в год. Характерна безветренная погода, сильные ветры очень редки.

## Население
Население коммуны на 2010 год составляло 189 человек.
| 1962 | 1968 | 1975 | 1982 | 1990 | 1999 | 2010 |
| ---- | ---- | ---- | ---- | ---- | ---- | ---- |
| 131  | 145  | 136  | 136  | 146  | 156  | 189  |

## Администрация
| Период | Период | Фамилия        | Партия | Примечания |
| ------ | ------ | -------------- | ------ | ---------- |
| 1980   | 1995   | Пьер Галопен   |        |            |
| 1995   | 2013   | Эдуар Казале   |        |            |
| 2013   | 2020   | Патрик Галопен |        |            |

## Экономика
В 2010 году среди 121 человека трудоспособного возраста (15-64 лет) 88 были экономически активными, 33 — неактивными (показатель активности — 72,7 %, в 1999 году было 80,9 %). Из 88 активных жителей работали 79 человек (41 мужчина и 38 женщин), безработных было 9 (4 мужчины и 5 женщин). Среди 33 неактивных 15 человек были учениками или студентами, 10 — пенсионерами, 8 были неактивными по другим причинам.

## Фотогалерея

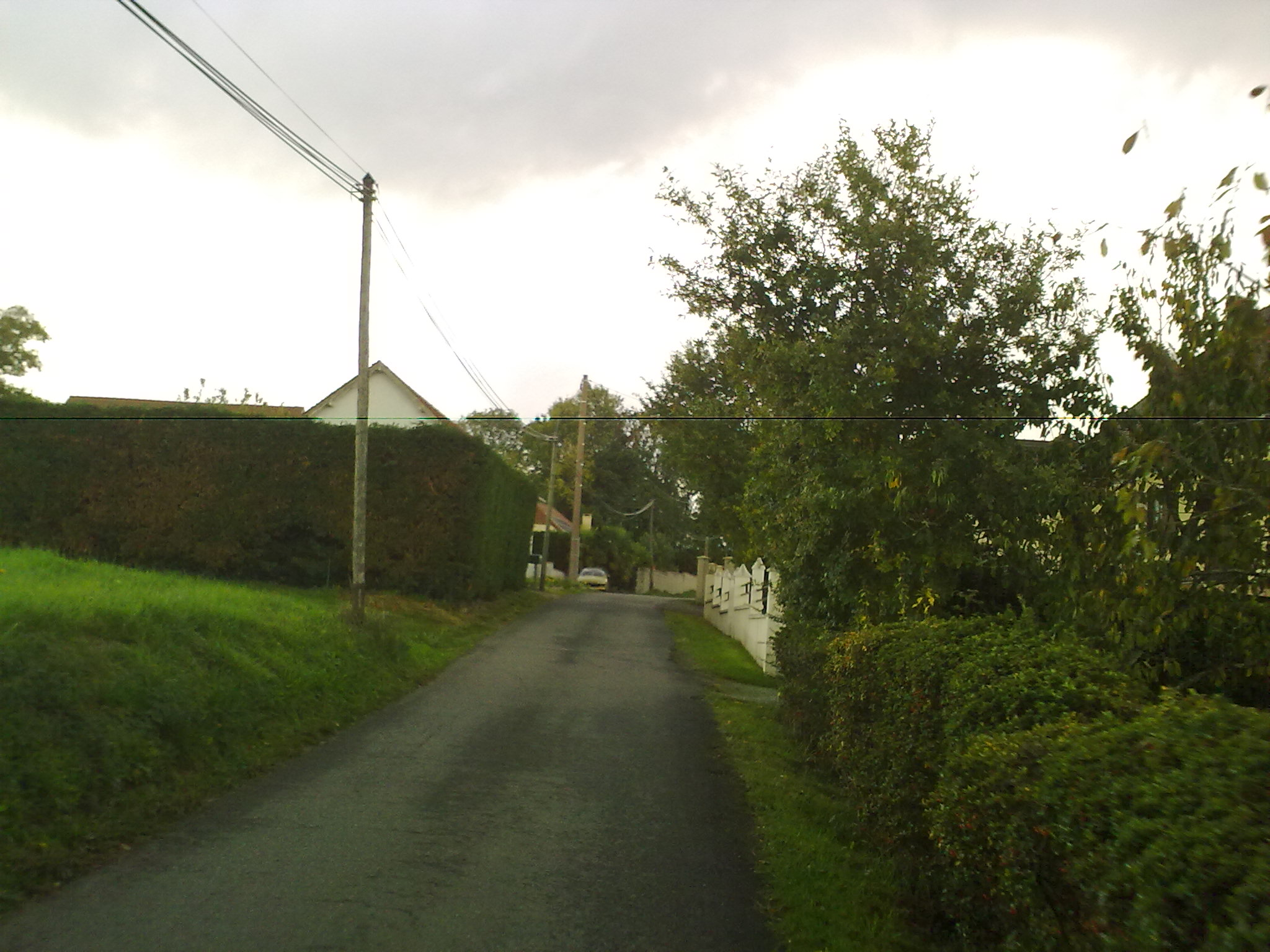
Доазон
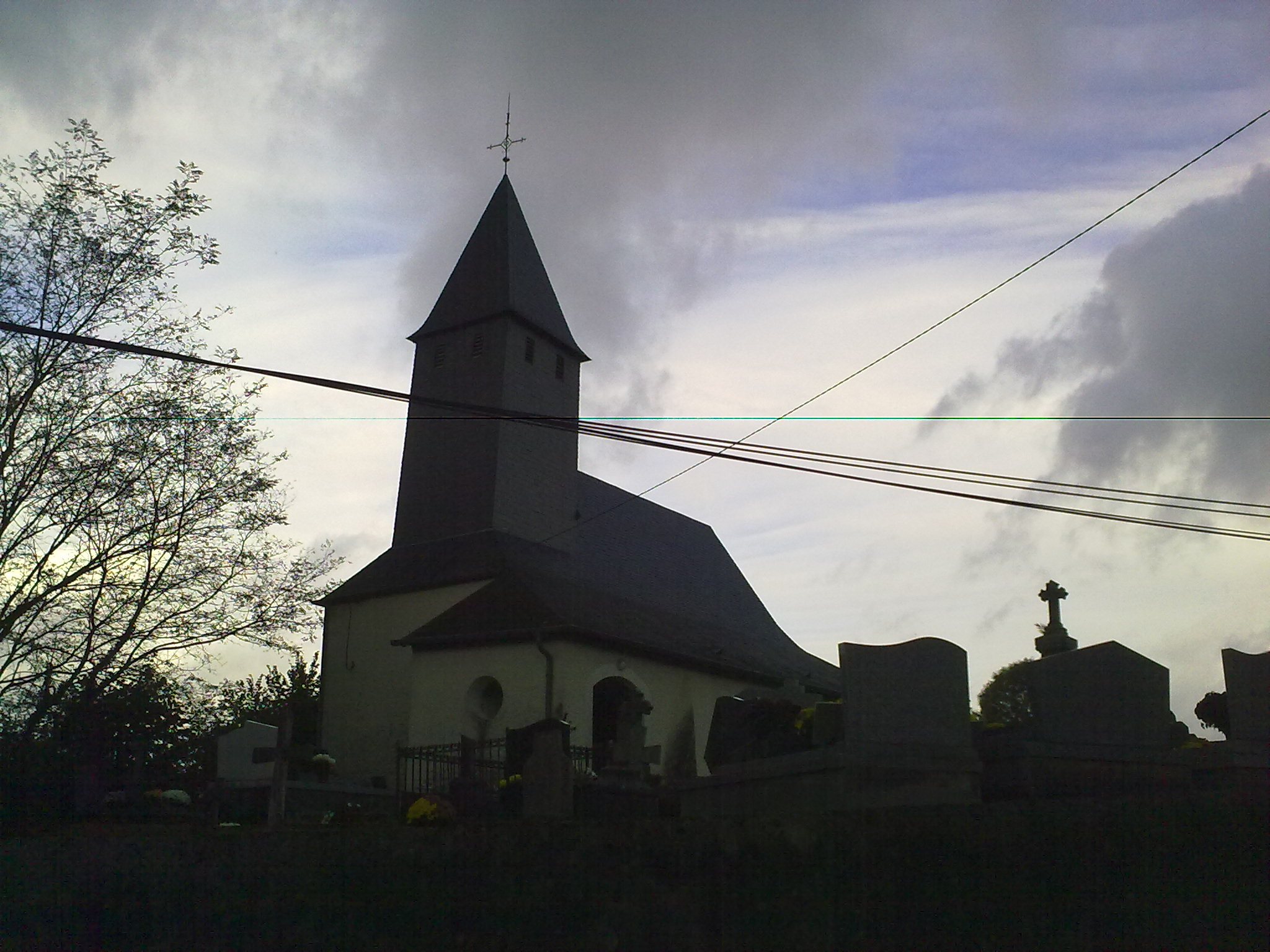
Церковь
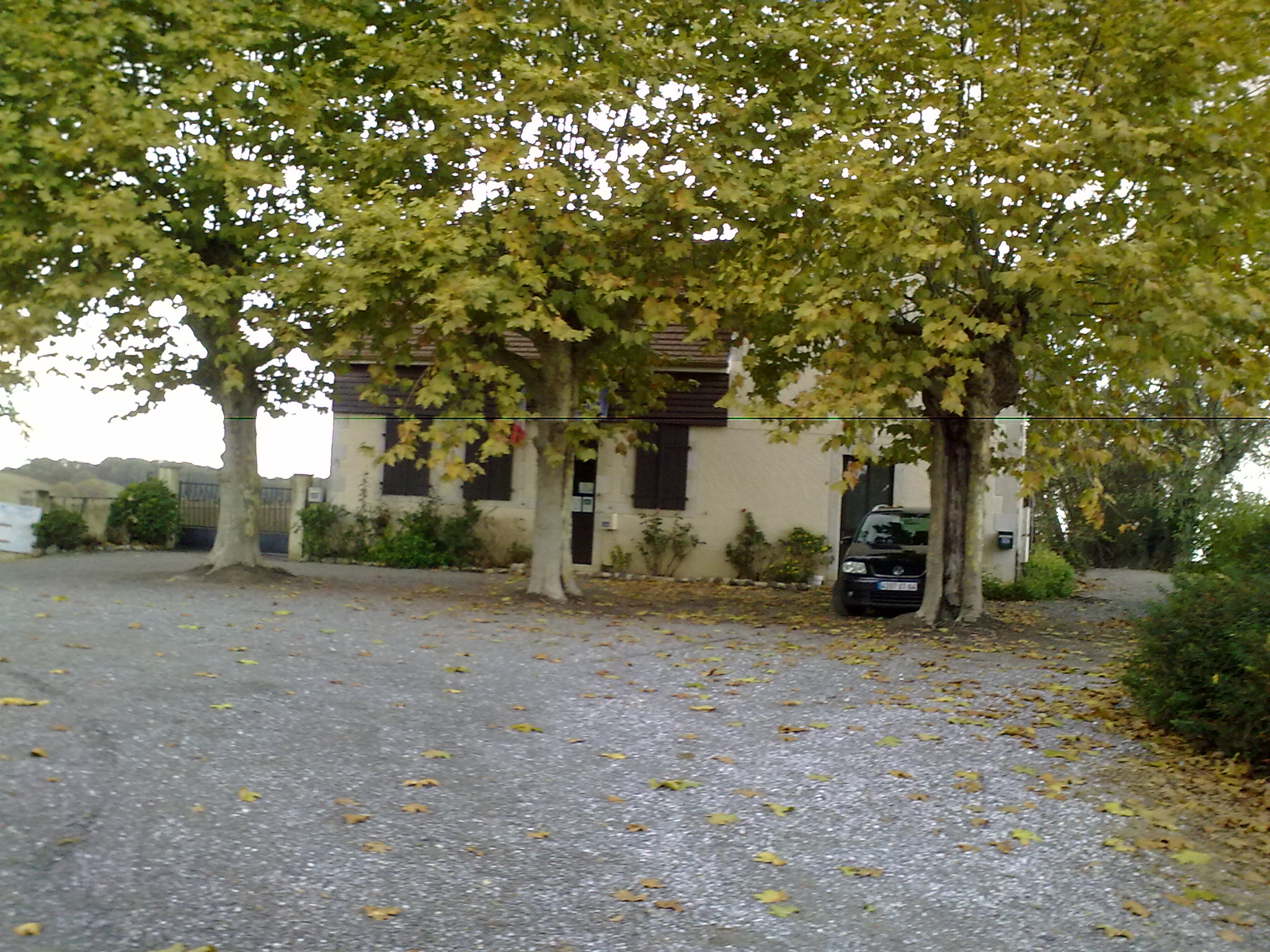
Мэрия